# Еквівалент бареля нафти
Еквівалент бареля нафти (англ. barrel of oil equivalent, BOE) — одиниця вимірювання енергії, еквівалентна середньому тепловиділенню за згоряння 1 бареля (42 американських галона або 158,9873 л) сирої нафти. Служба внутрішніх доходів США визначає його як 5,8×106 БТЕ59 °F . Вказане значення усереднене, оскільки різні види нафти дають дещо різну кількість енергії.
5,8×106 БТЕ59 °F еквівалентне 6,1178632 × 109 Дж.
В метричній системі зазвичай використовують тонну нафтового еквівалента (THE), або ,частіше, мільйон THE (MTHE). Оскільки це вимірювання ваги, то будь-яке перетворення в барель нафтового еквівалента залежить від густини нафти, про яку йде мова, а також від вмісту енергії. Зазвичай 1 т нафти має об'єм від 1,08 до 1,19 м3 (від 6,8 до 7,5 барелів).
Еквівалент бареля нафти використовується нафтовими і газовими компаніями у фінансових звітах як міра для оцінювання виробництва та запасів нафти та природного газу.